# برات آند ويتني بي دبليو 4000
برات آند ويتني بي دبليو 4000 (بالإنجليزية: Pratt & Whitney PW4000)‏ هو محرك توربيني مروحي نفاث، من عائلة المحركات العالية الالتفافية، حاصل على شهادة صلاحية لقوة دفع تتراوح بين 52,000 إلى 99040 رطل (230-441 كيلو نيوتن). بني خلفا للمحرك الشهير برات آند ويتني جيه تي 9 دي “JT9D” ، يحظى بقبول كبير، ويمكن تركيبها على أنواع مختلفة من الطائرات.

## بي دبليو 4000-94
قوة قدرة الدفع: من 52000 رطل - 62000 رطل 
- بي دبليو 4052
- بي دبليو 4056
- بي دبليو 4060
- بي دبليو 4062
- بي دبليو 4062إيه
- بي دبليو 4152
- بي دبليو 4156إيه
- بي دبليو 4156
- بي دبليو 4158
- بي دبليو 4460
- بي دبليو 4462

### بي دبليو 4000-100
قوة قدرة الدفع: 64500 رطل - 70000 رطل 
- بي دبليو 4164
- بي دبليو 4168
- بي دبليو 4168إيه
- بي دبليو 4170

### بي دبليو 4000-112

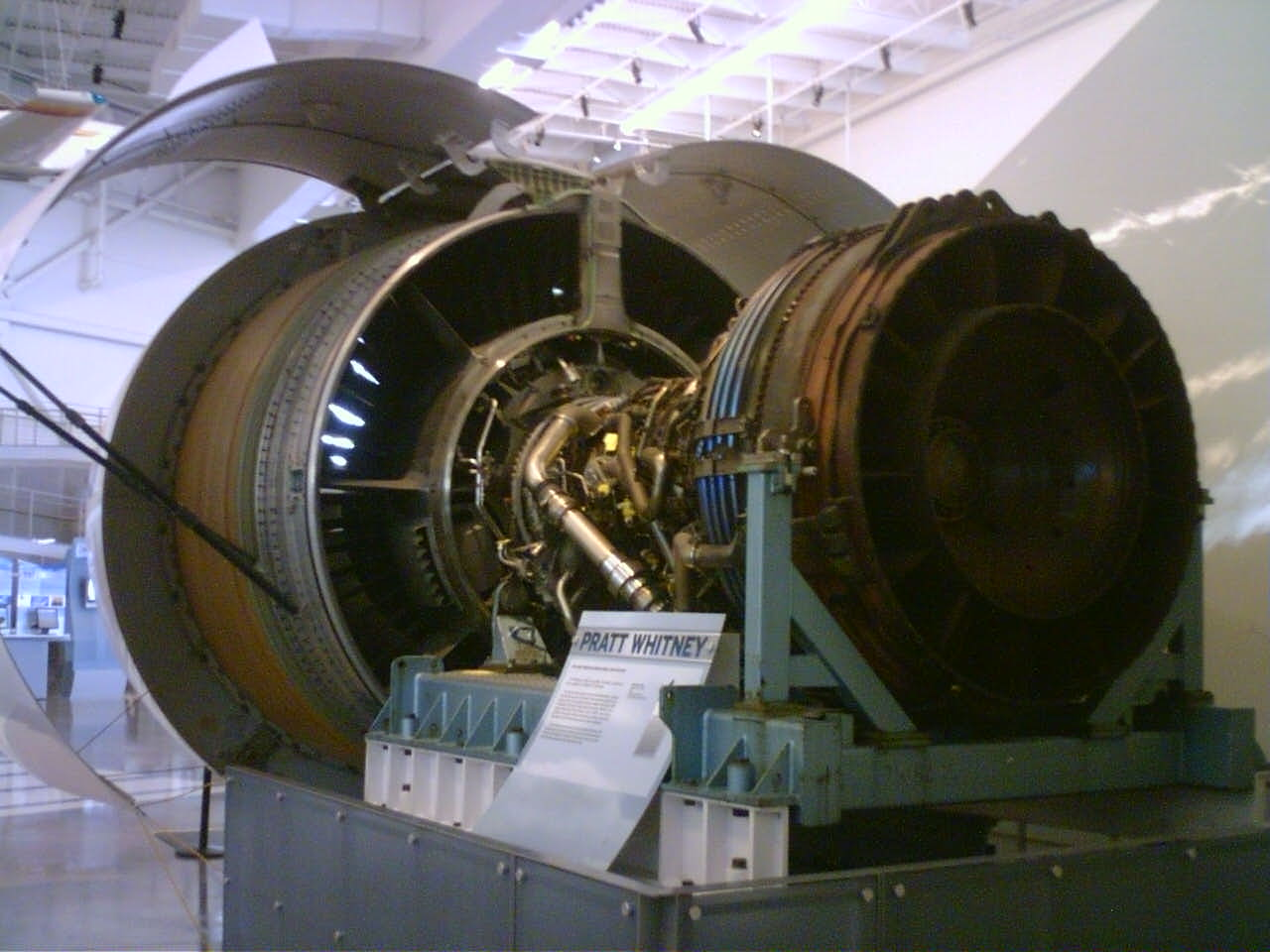
محرك برات آند ويتني من طراز بي دبليو 4098 المخصص لطائرة بوينغ 777 معروض في متحف الطيران

قوة قدرة الدفع: 74000 رطل - 98000 رطل 
- بي دبليو 4074/74دي
- بي دبليو 4077/77دي
- بي دبليو 4084/84دي
- بي دبليو 4090
- بي دبليو 4098

## الاستخدامات
- إيرباص إيه 300
- إيرباص إيه 310
- إيرباص إيه 330
- بوينغ 747
- بوينغ 767
- بوينغ 777
- بوينغ كيه سي-46
- ماكدونل دوغلاس أم دي-11

## قوائم ذات صلة
- قائمة محركات الطائرات